# José Manuel Babak
José Manuel Babak (nacido el 19 de marzo de 1986 en Fram, Paraguay) es un mediocampista paraguayo que juega para el club argentino Chaco For Ever.

## Equipos
- Guaraní (2007)
- 2 de Mayo (2008)
- Guaraní (2009-2010)
- Boca Unidos (2010-2012)
- Patronato (2012-2013)
- Sportivo Luqueño (2014)
- Chaco For Ever (2014-Presente)